# 陳鼐 (成化進士)
陳鼐（1434年—？），字宗調，福建興化府莆田縣人，明朝政治人物。進士出身。

## 生平
景泰七年（1456年）丙子科福建鄉試第五十九名。成化二年（1466年）丙戌科會試一百四十六名，殿試登進士第三甲第二百名。

## 家族
曾祖父陳逢吉。祖父陳中，曾任教諭。父亲陳志大。